# Alice Kelley
Alice Kelley est une actrice américaine.

## Biographie
Alice Amanda Kelley est née le 14 mai 1932 à Springfield au Missouri. Elle débute à 12 ans et pose pour des magazines photos. Elle devient miss junior en 1948. À 21 ans, elle se marie avec Ken Norris, un lieutenant de l'air force, ils auront deux enfants.
Elle meurt le 27 juin 2012.

## Filmographie
- 1952 : Francis Goes to West Point
- 1952 : Le Fils d'Ali Baba
- 1952 : À l'abordage
- 1953 : Ma and Pa Kettle on Vacation
- 1953 : La Légende de l'épée magique
- 1953 : Le Crime de la semaine
- 1953 : Take Me to Town de Douglas Sirk
- 1953 : Les Yeux de ma mie
- 1954 : Ma and Pa Kettle at Home : Sally Maddocks